# Fresh Fruit for Rotting Vegetables
Fresh Fruit for Rotting Vegetables är punkbandet Dead Kennedys debutalbum. Det släpptes i september 1980. 

## Låtlista
1. Kill the Poor - 3:07
2. Forward to Death - 1:23
3. When Ya Get Drafted - 1:23
4. Let's Lynch the Landlord - 2:13
5. Drug Me - 1:56
6. Your Emotions - 1:20
7. Chemical Warfare - 2:58
8. California Über Alles - 3:03
9. I Kill Children - 2:04
10. Stealing People's Mail - 1:34
11. Funland at the Beach - 1:49
12. Ill in the Head - 2:46
13. Holiday in Cambodia - 4:37
14. Viva Las Vegas - 2:42